# ムニャーノ・デル・カルディナーレ
ムニャーノ・デル・カルディナーレ（伊: Mugnano del Cardinale）は、イタリア共和国カンパニア州アヴェッリーノ県にある、人口約5,300人の基礎自治体（コムーネ）。

## 地理

### 位置・広がり

#### 隣接コムーネ
隣接するコムーネは以下の通り。括弧内のNAはナポリ県所属を示す。
- バイアーノ
- メルコリアーノ
- モンテフォルテ・イルピーノ
- クアドレッレ
- シリニャーノ
- ヴィシャーノ (NA)